# Джузеппе Фуріно
Джузеппе Фуріно (італ. Giuseppe Furino, * 5 липня 1946, Палермо) — колишній італійський футболіст, опорний півзахисник.
Насамперед відомий виступами за клуб «Ювентус», а також національну збірну Італії.
Восимиразовий чемпіон Італії. Дворазовий володар Кубка Італії. Володар Кубка УЄФА. Володар Кубка Кубків УЄФА. 

## Клубна кар'єра
У дорослому футболі дебютував 1965 року виступами за команду клубу «Ювентус», в якій провів один сезон, жодного разу не вийшовши на поле в офіційних матчах головної команди туринського клубу.
Згодом з 1966 по 1969 рік грав у складі команд клубів «Савона» та «Палермо».
1969 року повернувся до клубу «Ювентус», за який відіграв 15 сезонів.  Більшість часу, проведеного у складі «Ювентуса», був основним гравцем команди, з 1974 року — її капітаном. За цей час вісім разів виборював титул чемпіона Італії, ставав володарем Кубка Італії (двічі), володарем Кубка УЄФА, володарем Кубка Кубків УЄФА. Завершив професійну кар'єру футболіста виступами за команду «Ювентус» у 1984 році.

## Виступи за збірну
1970 року дебютував в офіційних матчах у складі національної збірної Італії. Протягом кар'єри у національній команді, яка тривала 5 років, провів у формі головної команди країни лише 3 матчі. У складі збірної був учасником чемпіонату світу 1970 року у Мексиці, де разом з командою здобув «срібло».

## Титули і досягнення
- Чемпіон Італії (8):

«Ювентус»:  1971–72, 1972–73, 1974–75, 1976–77, 1977–78, 1980–81, 1981–82, 1983–84
- Володар Кубка Італії (2):

«Ювентус»: 1978–79, 1982–83
- Володар Кубка УЄФА (1):

«Ювентус»:  1976–77
- Володар Кубка Кубків УЄФА (1):

«Ювентус»: 1983–84
Збірні
- Віце-чемпіон світу: 1970